# Étienne Peyret-Lallier
Pour les articles homonymes, voir Peyret.
Étienne Peyret-Lallier est un avocat et homme politique français né à Saint-Étienne le 3 mars 1780 et mort à La Mulatière (alors partie de la commune de Sainte-Foy-lès-Lyon), près de Lyon, le 28 août 1871. Il a été maire de Saint-Étienne, conseiller général et député de la Loire.

## Juriste et politique
Issu d'une famille de maîtres fondeurs et d'armuriers, il se forme au droit en autodidacte mais il obtient le diplôme de licencié de l’école de Paris (6 fructidor an XII). Il devient dès lors avoué au tribunal de Saint-Étienne jusqu’en novembre 1825 où il est inscrit au tableau de l’ordre des avocats. Comme avoué licencié en droit, il avait, suivant l’usage de l’époque, souvent plaidé mais devenu avocat, sa réputation devient celle d’un habile consultant en matière de droit administratif, plus particulièrement concernant la législation des mines.
Il entre au conseil municipal de Saint-Étienne dès 1817 et devient maire de la ville sous la Monarchie de Juillet (1831-1837). Il siège aussi au conseil général de la Loire (1831-1845) et à la Chambre des députés (1834). Il rétablit les finances de la ville et favorise la création du musée et de la caisse d'épargne. Il est fait chevalier de la Légion d'honneur en 1835. Il se retire de la vie politique en 1844 et s'installe à La Mulatière où il décède et où il est inhumé.

## Un érudit libéral
Ce disciple de Jean-Baptiste Say et Adam Smith collabore régulièrement au bulletin de la Société d’agriculture et d’industrie de Saint-Étienne, société dont il est un des principaux fondateurs en 1822 et dont il devait assurer la présidence pendant vingt ans (1825-1844). Il montre, dans ses écrits, que son attachement aux principes du libéralisme n’était pas contradictoire avec un souci des conditions de vie de la classe ouvrière. Partisan dès 1823 du chemin de fer, position audacieuse alors, il s’est surtout fait connaître par son opposition au système de grandes concessions minières, redoutant en bon libéral, le monopole. Enfin, son œuvre la plus célèbre au XIXe siècle est son Traité, sous la forme de commentaire, sur la législation des mines, minières, carrières, tourbières, usines, sociétés d’exploitation et chemins de transport, dont deux volumes paraissent en 1842.
Il ne doit pas être confondu avec son fils Alphonse Peyret-Lallier (Saint-Étienne, 5 août 1808 - Bourg-Argental, 8 novembre 1849), victime d’un accident de voiture, qui a laissé de remarquables écrits sur les questions économiques, notamment la Statistique industrielle de l’arrondissement de Saint-Étienne (1835) et a été maire de Saint-Jean-Bonnefonds.

## Sources
- Claude-Philippe Testenoire-Lafayette, Notice sur M. Étienne Peyret-Lallier, Saint-Étienne 1873
- « Étienne Peyret-Lallier », dans Adolphe Robert et Gaston Cougny, Dictionnaire des parlementaires français, Edgar Bourloton, 1889-1891 [détail de l’édition]